# Beatriz de Asís
Beatriz de Asís (nacida ca. 1205, Asís – 1260, ibidem) era hija del noble Favarone Offreduccio y de Ortolana y hermana de otras dos santas, Santa Clara de Asís y Santa Inés de Asís. Ortolana era descendiente de una ilustre familia de Sterpeto, los Eiumi. Ambas familias pertenecían a la más augusta aristocracia de Asís; Favorino tenía el título de Conde de Sasso–Rosso.

## Biografía
Beatriz es considerada beata por tradición. Como su madre y sus hermanas se unió a la Orden de las hermanas pobres de Santa Clara en San Damián cuando tenía unos dieciocho años, en torno a 1229. Allí permaneció hasta su muerte. 
Está enterrada en la Basílica de Santa Clara en Asís, donde se conservan los cuerpos de Ortolana, Inés, Beatriz y las primeras compañeras de Santa Clara.

### Testigo en el proceso de canonización de Santa Clara
Beatriz participó como testigo en el proceso de canonización de su hermana Clara. Relató la niñez, la conversión de su hermana, aceptando el ejemplo de San Francisco de Asís, y su vida como abadesa de la comunidad de San Damián:
"Preguntada por cómo sabía las cosas antedichas, contestó: porque había visto que ella practicaba todas estas cosas, y porque era su hermana carnal y había vivido con ella en el monasterio durante unos veinticuatro años. Y antes había vivido con ella, como hermana suya. Y aseguró que era tal la bondad de madomna Clara, que su lengua no era capaz de expresarla" 